# コートジボワールの世界遺産
コートジボワールの世界遺産 （コートジボワールのせかいいさん）はユネスコの世界遺産に登録されているコートジボワール国内の文化・自然遺産。

## 文化遺産
- グラン・バッサムの歴史都市 - （2012年）
- コートジボワール北部のスーダン様式モスク群 - （2021年）

## 自然遺産
- ニンバ山厳正自然保護区 - （1981年、拡張1982年）
  - ギニアにまたがる。コートジボワール領内が登録されたのは、1982年の拡張の際。1992年から危機遺産登録。
- タイ国立公園 - （1982年）
- コモエ国立公園 - （1983年）
  - 2003年から危機遺産登録。

## 複合遺産
なし